# Bataille de Fetterman
Guerre de Red Cloud
Batailles
- Crazy Woman's Fork
- Bataille de Fetterman
- Combat de Hayfield
- Combat de Wagon Box

La bataille de Fetterman, également appelée massacre de Fetterman ou affaire Fetterman par les Américains ou Combat-Des-Cent-Dans-La-Main par les Amérindiens, est un affrontement de la guerre de Red Cloud qui s'est déroulé le 21 décembre 1866 sur la piste Bozeman, 6 km au nord de Fort Phil Kearny, dans le nord de l'actuel État du Wyoming. Elle a opposé 80 soldats américains dirigés par le capitaine William Fetterman et 500 guerriers lakotas et cheyennes menés par Red Cloud et Crazy Horse et s'est conclue par la mort de tous les soldats américains.

## Contexte

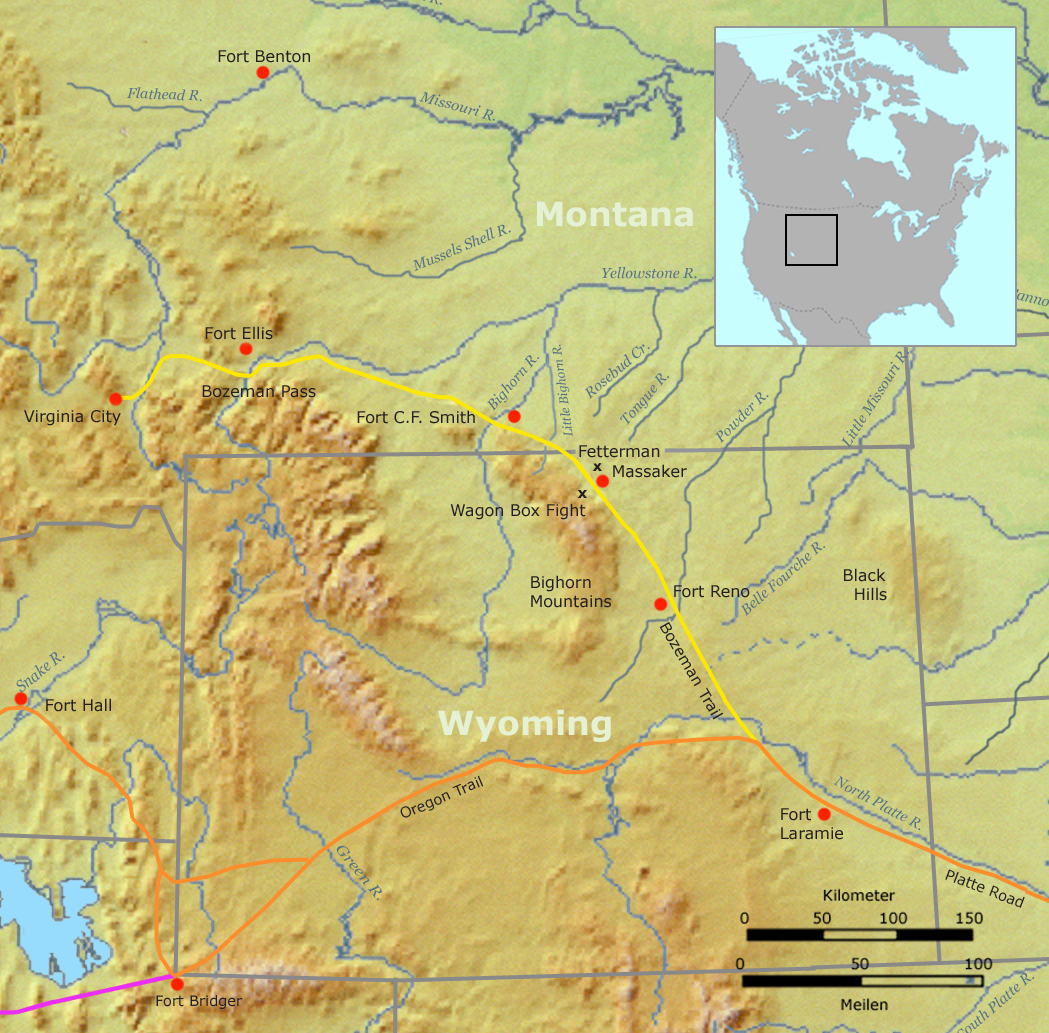
Carte de la piste Bozeman et site de la bataille.

En 1851, les Sioux, ainsi que nombre d'autres tribus d'Indiens des Plaines, avaient signé, avec les autorités américaines, le traité de Fort Laramie. Celui-ci prévoyait le versement d'une annuité de cinquante mille dollars aux Amérindiens, en échange de quoi les Américains pourraient construire des routes et les Amérindiens devraient cesser leurs guerres tribales. Cependant, les guerres tribales continuèrent et les Américains ne tinrent pas parole. En 1864, à la suite du massacre de Sand Creek, où 200 femmes, hommes et enfants avaient été tués et gravement mutilés par 700 volontaires du Colorado sous les ordres du colonel Chivington, les Sioux et les Cheyennes entrèrent en guerre contre les États-Unis. Puis, en 1866, les États-Unis construisirent une route, la piste Bozeman, et trois forts pour la protéger, dans le pays de Powder River, un riche terrain de chasse pour les Amérindiens. Ceux-ci, menés par Red Cloud, attaquèrent sans relâche la piste Bozeman, menant des raids sur les forts, les colons, les diligences, les bureaux de poste et de télégraphe, les relais et les chemins de fer, tentant des embuscades dans une guérilla.

## Bataille

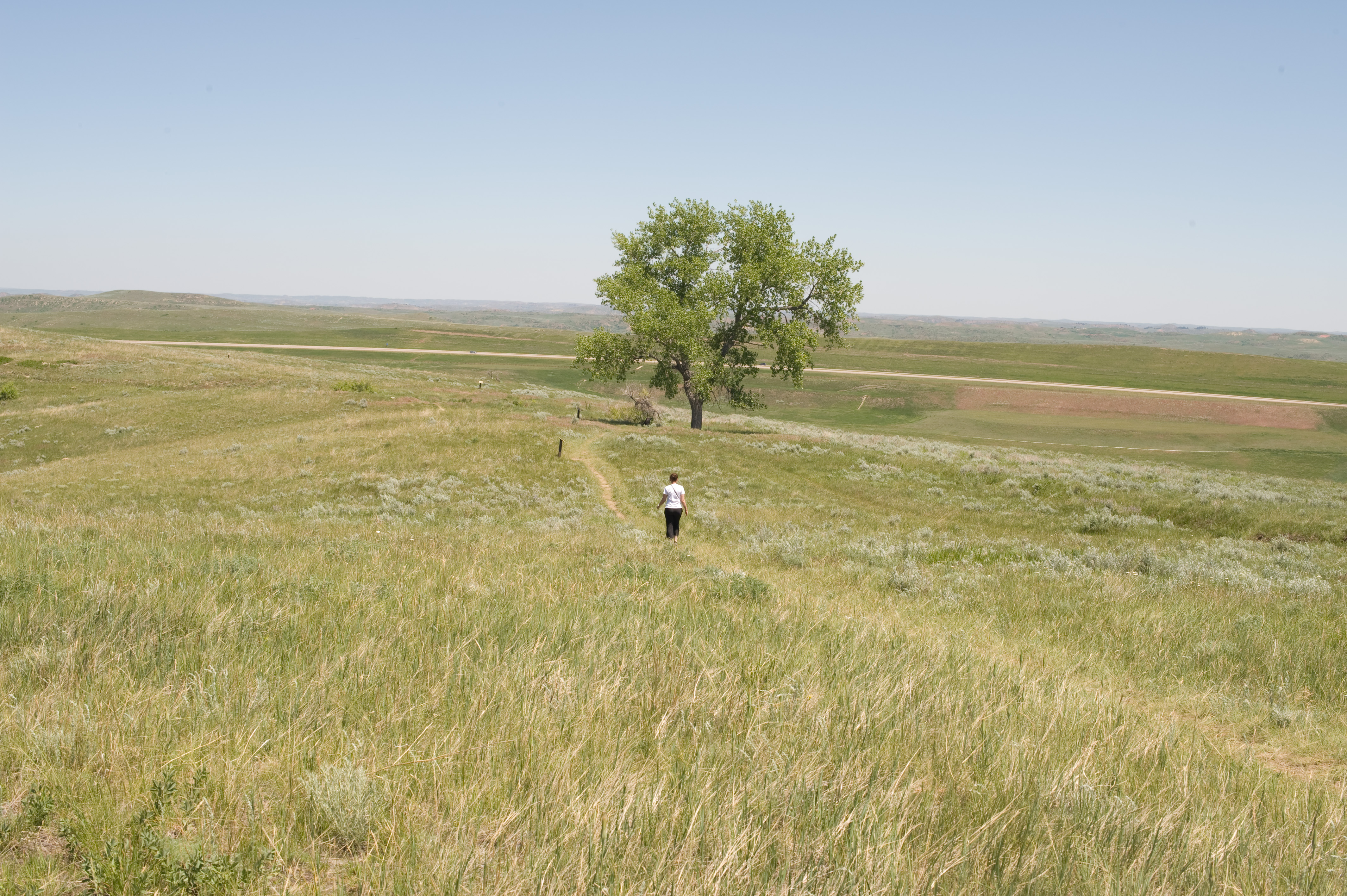
Site actuel de la bataille. Les Arapahos et les Cheyennes étaient cachés à gauche (à l'ouest) du sentier visible sur la photo, les Lakotas à droite (à l'est).

En décembre, les Sioux et les Cheyennes décidèrent de mener une embuscade et d'attirer les soldats dans un piège. Une dizaine de guerriers, menés par Crazy Horse, attaquèrent donc des bûcherons aux environs d'un fort. Aussitôt, les soldats répliquèrent et 80 d'entre eux menés par le capitaine Fetterman sortirent pour poursuivre les quelques guerriers, chargés en réalité de conduire les soldats dans une embuscade. Les guerriers menés par Crazy Horse entraînèrent donc les soldats à leur poursuite, restant à portée de fusil pour les narguer, s'arrêtant par moments pour permettre aux soldats de les rattraper. À un moment, Crazy Horse descendit de son cheval pour gratter la glace accumulée sous ses sabots, les autres faisant mine de se reposer. Les soldats les poursuivirent donc sur les huit kilomètres qui séparaient le fort du lieu de l'embuscade.
Les soldats de Fetterman tombèrent directement dans l'embuscade. Les quatre-vingt fantassins et cavaliers furent assaillis par les 500 guerriers lakotas et cheyennes embusqués. Le combat fut âpre et les soldats se défendirent jusqu'au bout, faisant de nombreux morts et blessés parmi les Amérindiens. Mais ceux-ci, plus nombreux, eurent le dessus et les soldats furent massacrés jusqu'au dernier. Les Sioux et les Cheyennes, enflammés par la raréfaction du bison due à l'installation de routes par les Blancs et à l'augmentation du nombre de chasseurs, par les maladies, et surtout par le souvenir du massacre de leurs parents et amis à Sand Creek et aux mutilations qu'ils avaient subi, se vengèrent sur les soldats.

## Conséquences
À la suite de cet événement, la notoriété de Crazy Horse ne cessa d'augmenter. Par ailleurs, les Amérindiens acceptèrent de négocier avec les Blancs un nouveau traité, complètement à l'avantage des vainqueurs. Les Blancs évacuèrent les trois forts qu'ils avaient construits dans le pays de la Podwer River, abandonnant la piste Bozeman. Le traité de Fort Laramie de 1868 céda aux Sioux une immense réserve, leur donna des droits de chasse dans le Montana et leur promit l'inviolabilité de leurs terres, y compris les Black Hills, leur terre sacrée. Aucun Blanc, selon les clauses du traité, ne pouvait entrer dans la Grande Réserve sioux sans l'autorisation de ces derniers. Les Blancs promirent également aux Sioux des écoles et des marchandises. Les Sioux avaient gagné la guerre contre les États-Unis, leur arrachant un traité à leur avantage. Cependant, ni Crazy Horse, ni Sitting Bull ne signèrent le traité, et ils continuèrent à vivre en dehors de la réserve selon leur mode de vie traditionnel.
Huit ans après le traité de Fort Laramie, dix ans après la bataille de Fetterman, une nouvelle guerre éclatait, cette fois pour le contrôle des Black Hills. Les Sioux et les Cheyennes remportèrent en 1876 la bataille de Little Bighorn, tuant le lieutenant-colonel Custer et 268 hommes, mais se rendirent l'année suivante.